# Doki Doki ヴァージン もういちど I LOVE YOU
『Doki Dokiヴァージン もういちど I LOVE YOU』（どき どき ヴァージン もういちど あい らぶ ゆう）は、1990年10月26日公開、中原俊監督、中山忍主演による映画。

## 概要
本作は、にっかつビデオフィーチャー第2弾として、アイドル・中山忍の第一回主演作品として製作された。ハリウッド映画では『天国から来たチャンピオン』、昨今のテレビドラマやアニメでも盛んな「蘇り」系のラブストーリーを、日活ロマンポルノで数々の作品を担当した中原俊監督、『ラスト・キャバレー』でロマンポルノを執筆している脚本家・じんのひろあきのコンビにより、ライトなHストーリーとして仕上げられている。

## キャスト
- 早智子：中山忍
- 秀樹：林泰文
- ：古川りか
- ：箕輪圭一
- ：片桐光洋
- ：大森嘉之
- ：春山巧
- ：後藤宙美
- ：佐野大輔
- ：萩原聖人
- ：早瀬理沙
- ：多岐川裕理
- ：富田晃代
- ：富田千晴
- ：長谷川幸枝
- ：武藤万貴
- ：中尾真智子
- ：大谷康之
- ：夏木順平
- ：三角八朗
- ：横山道代
- ：小倉一郎

## スタッフ
- 監督：中原俊
- 脚本：じんのひろあき、中原俊
- プロデューサー：新津岳人

## DVD
- 「Doki Doki ヴァージン もういちど I LOVE YOU」[2]